# Felix Hettner

Felix Hettner (1851–1902)

Felix Hettner (* 29. Juli 1851 in Jena; † 12. Oktober 1902 in Trier) war ein deutscher Archäologe.

## Leben
Felix Hettner war ein Sohn des Literatur- und Kunsthistorikers Hermann Hettner und dessen erster Frau Marie von Stockmar. Er studierte an der Universität Leipzig und der Universität Bonn. Auf Anregung seines Lehrers Franz Bücheler erstellte er einen Katalog der lokalen archäologischen Funde im Museum der Universität Bonn, an der er 1877 mit De Iove Dolicheno promoviert wurde.
Mit nur 26 Jahren wurde er 1877 zum Gründungsdirektor des Provinzialmuseums Trier, des heutigen Rheinischen Landesmuseums Trier, berufen, das aus der Vereinigung mehrerer älterer Sammlungen entstand. 1889 konnte Hettner einen Neubau für das Museum einweihen.
Hettner, der zu seiner Zeit als der führende Archäologe Westdeutschlands galt, führte zahlreiche Ausgrabungen in Trier (unter anderem Barbarathermen, Gräberfelder, Kanalisation) und im Trierer Raum (z. B. Tempelbezirk des Lenus Mars auf dem Martberg, Grabdenkmäler von Neumagen) durch.
Auf Anregung Theodor Mommsens wurde Hettner archäologischer Leiter der 1892 einsetzenden Erforschung des Obergermanisch-Rätischen Limes durch die Reichs-Limeskommission. Insbesondere war er für die Ausgrabungen der Limes-Kastelle zuständig und einer der Herausgeber des „Limeswerks“ Der obergermanisch-raetische Limes des Roemerreiches. 1898 übernahm er wieder die Leitung des Trierer Museums.
Felix Hettner war 1882 Mitbegründer und bis zu seinem Tod Mitherausgeber der Westdeutschen Zeitschrift für Geschichte und Kunst.

## Schriften (Auswahl)

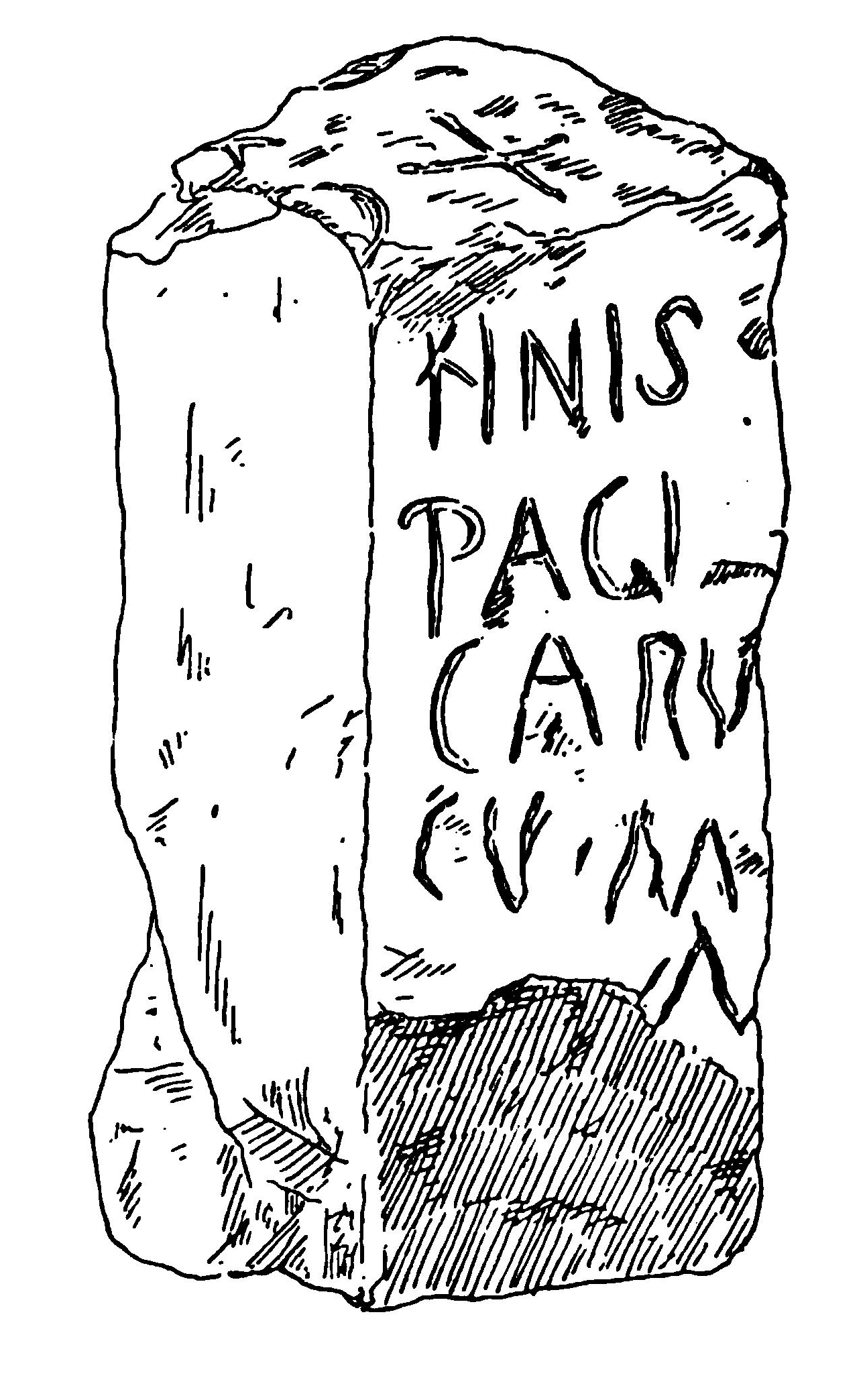
Grenzstein des Pagus Carucum, Zeichnung Hettners nach einem Gipsabguss des Provinzialmuseums in Trier (1903)

- Katalog des Königlichen Rheinischen Museums Vaterländischer Alterthümer bei der Universität Bonn. Cohen, Bonn 1876.
- De Iove Dolicheno. Dissertation Universität Bonn 1877.
- Die römischen Steindenkmäler des Provinzialmuseums zu Trier. Lintz, Trier 1893. dilibri
- (Mithrsg.): Der obergermanisch-raetische Limes des Roemerreiches. Petters, Berlin 1894–1938.
- Drei Tempelbezirke im Trevererlande. Lintz, Trier 1901.
- Illustrierter Führer durch das Provinzialmuseum in Trier. Lintz, Trier 1903.